# Castello di Vaxholm

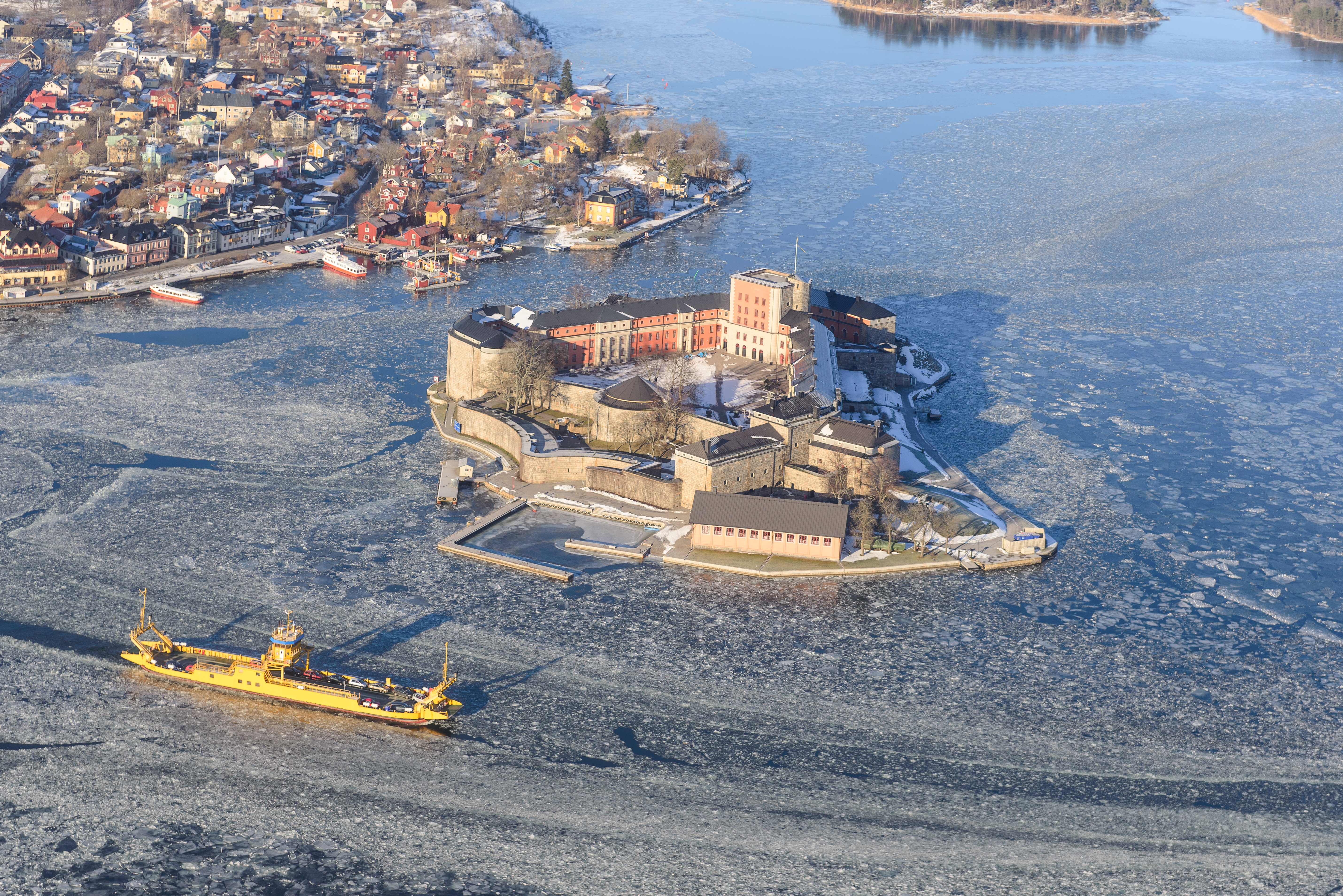
La Fortezza di Vaxholm, con Vaxholm a sinistra. In primo piano un traghetto stradale sul Vaxholmsleden.

La fortezza di Vaxholm  (in svedese: Vaxholms fästning), o castello di Vaxholm (in svedese: Vaxholms kastell), è una fortificazione ormai obsoleta che occupa l'isola di Vaxholmen nello stretto tra la città centrale di Vaxholm e l'isola di Rindö nel comune di Vaxholm nell'arcipelago di Stoccolma. Nel 1548 fu costruita sull'isola la prima struttura per la protezione dell'insenatura di Stoccolma e successivamente furono aggiunte ulteriori estensioni. Nel 1833 iniziò una ricostruzione totale che diede alla fortezza la sua struttura attuale. Dal 1935 la fortezza di Vaxholm è un monumento statale. Dal 1916, la fortezza di Vaxholm era anche il nome della linea di fortificazione che si estendeva da Värmdö a Rindö, il castello di Vaxholm, Vaxö, Edholma a Lillskär e che viene anche chiamato Vaxholmslinjen. Dal 2003 la fortezza ospita un museo sulla storia della fortezza.

## Storia

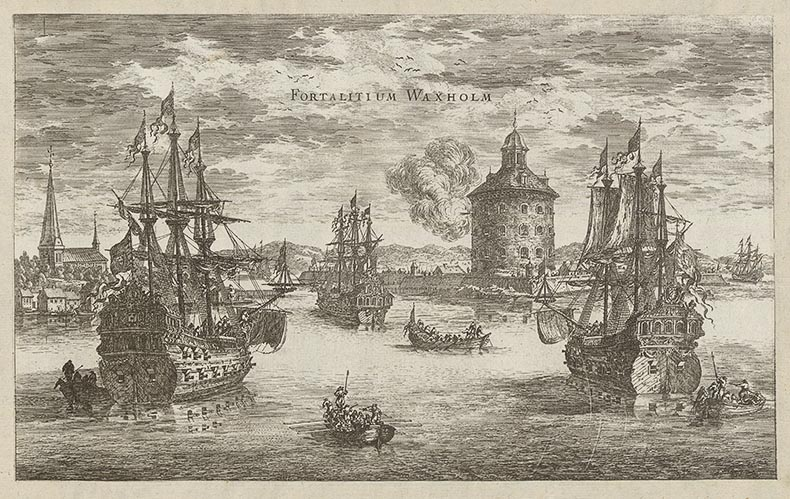
La "casa di Vaxholm" secondo Suecia antiqua et hodierna di Erik Dahlberg.

Già presto si ha capito l'importanza strategica di Vaxholm per la protezione di Stoccolma, lo stretto in cui si trova la fortezza è infatti uno dei solo due possibili passaggi per arrivare a Stoccolma per via nautica. All'inizio del XVI secolo, il reggente Svante Nilsson (Sture) ha quindi fatto costruire una struttura molto semplice su Vaxholmen. Al Västerås Riksdag nel 1544, Gustav Vasa attuò un piano di difesa nazionale. Ciò includeva una fortificazione permanente su Vaxholmen, per proteggere l'ingresso a Stoccolma e per poter chiedere dogane alle navi di passaggio. Nel 1548 fu costruita la prima fortificazione sull'isola, costituita da un semplice edificio di tronchi di legno. Sotto il governo di Giovanni III, il casale fu poi sostituito con una torre rotonda di pietra. Nel 1604 furono aggiunti ulteriori rinforzi e nel 1612, lo stesso anno in cui la fortezza fermò un attacco danese, "Vaxholms hus" (la casa di Vaxholm) fu rinforzata con bastioni e alcune altre fortificazioni intorno alla torre.
Vaxholm era una stazione intermedia nella linea strategica del telegrafo ottico tra Söderarm e il Palazzo Reale di Stoccolma. Il museo ospita il governo, la parte dalla quale è stato operato il telegrafo ottico di Edelcrantz.
La fortezza fu utilizzata come prigione durante i secoli XVIII e XIX. Alcuni di quelli rinchiusi erano il "grande ladro" Jacob Guntlack, il pubblicista Magnus Jacob Crusenstolpe e il generale Georg Carl von Döbeln.

### Il nome
L'origine del nome "Vaxholm" non è conosciuto con certezza, ma deriva probabilmente dalla parola svedese antica "vax" che può essere tradotta con "verde intenso" o "terreno buono" e la parola holme, una piccola isola. Quindi Vaxholm significa più o meno "una piccola isola verde".  [ interrogato compito ]

## Oggi

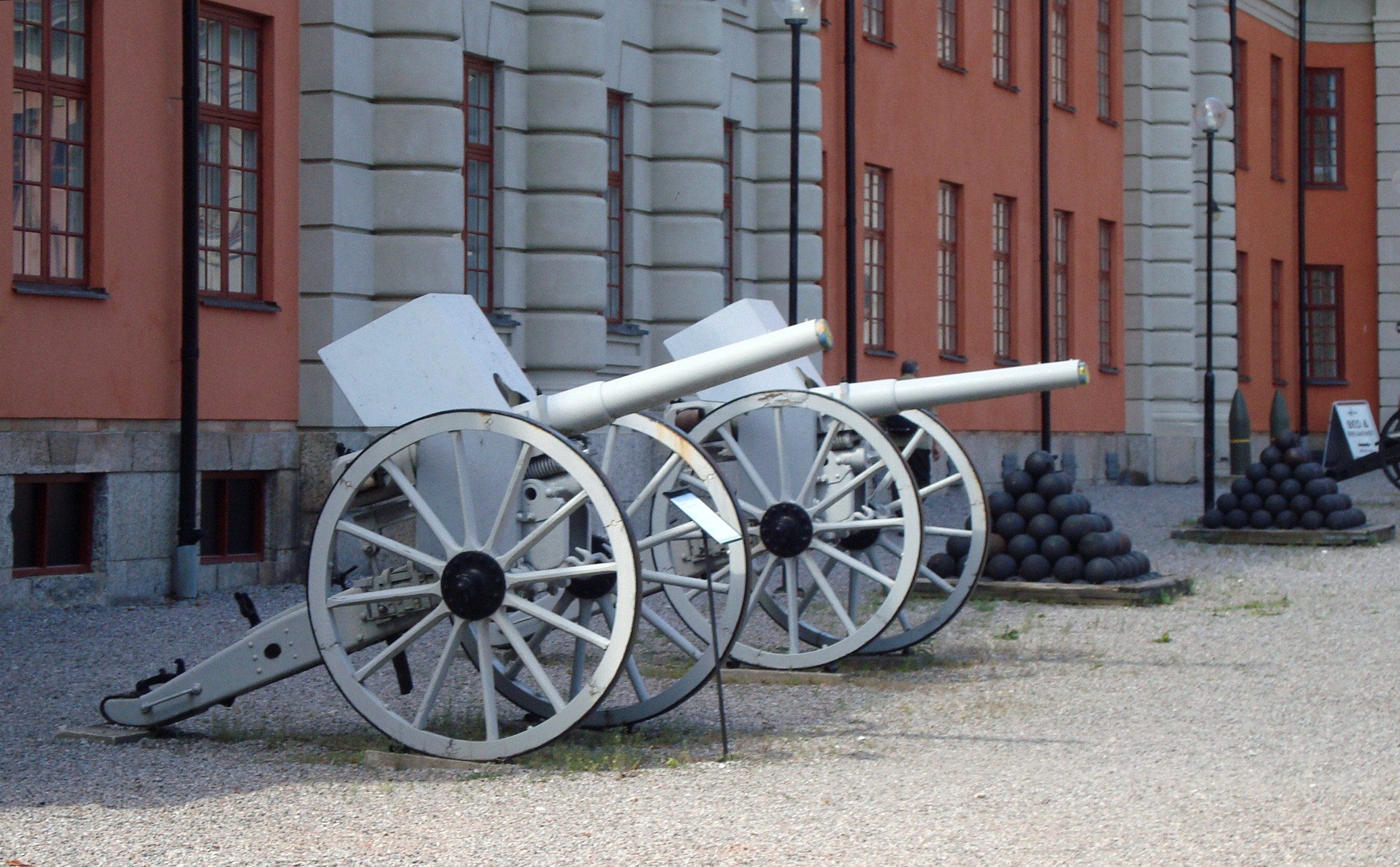
Cannoni nel cortile

Oggi la fortezza contiene il Museo della fortezza di Vaxholm con mostre su, tra altre cose, la difesa costiera della Svezia negli ultimi 500 anni, la vita nella fortezza nel passato, la prigione sotterranea e la preparazione militare nell'arcipelago durante la seconda guerra mondiale . La fortezza di Vaxholm è un monumento statale dal 1935 ed è gestita dall'Agenzia immobiliare svedese. C'è anche un Bed and Breakfast sull'isola.